# 중유 (석유)

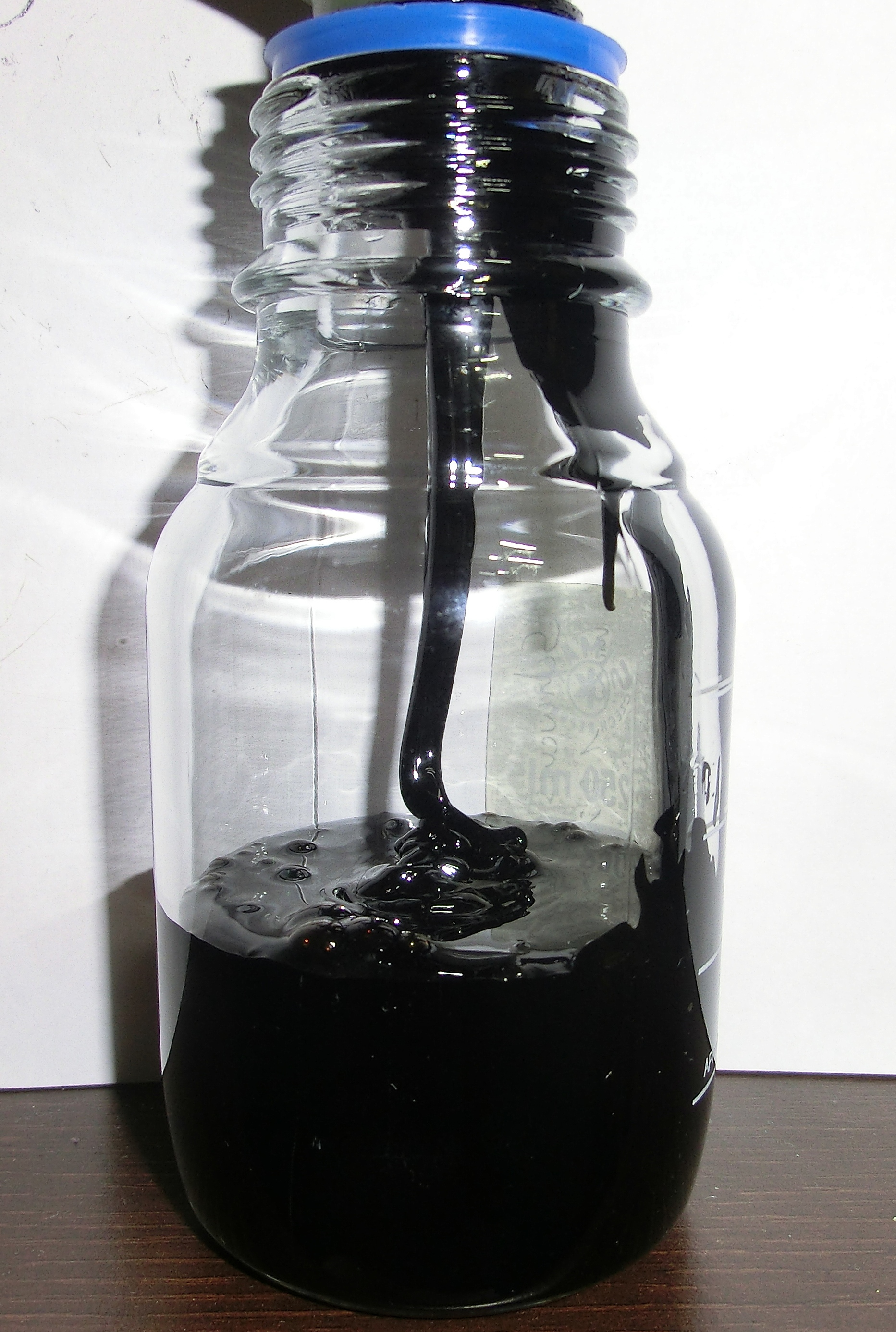
중유

중유(重油, Mazut)는 원유에서 휘발유·등유·경유 등을 뽑아낸 후 얻어지는 흑갈색의 점성유를 가리킨다. 보통 원유 부피의 30~50% 정도에서 얻을 수 있다. 액체 형태로 얻어지는 석유 제품 중 가장 밀도가 높다. 영어로는 heavy fuel oil이라고 하며, 보통 heavy oil, fuel oil이라고 줄이기도 한다.
인화점이 40 °C(104 °F) 정도이며, 등유나 경유, 특히 휘발유에 비해 증발하기 어렵다. 그래서 기름방울 상태로 잘 연소가 되지 않아 경유와 비슷하게 면이나 양모 등의 심지가 달린 연소기구를 사용해야 연소될 수 있다. 연소할 때는 분산제, 조연제(助燃劑), 응고점 강하제 등을 중유속에 미리 넣은 뒤 분무상태로 만들어 공기와 잘 혼합해 연소가 쉽도록 만든다.

## 화학적 성분
중유의 비중은 0.86~1.00이며, 발열량은 10,000kcal/kg 전후이다. 중유 내의 탄화수소 분자 길이는 다양하게 나오지만 대략적으로 원소 분석에 의한 성분의 개략은 탄소 85~87%, 수소 10~12%, 유황 1~45%, 산소 1~1.75%, 질소 0.3~1%, 회분 0.02~0.1%이다.

## 용도
연료 이외에 윤활유의 원료, 도시가스 원료, 석유 코크스의 원료에도 사용하며, 공업적으로 암모니아와 수소를 만드는 원료로도 쓰인다. 휘발유를 생산하기 위한 열분해 공정인 크래킹(Cracking)의 원료로도 쓰이고 있다.

## 등급

### ATSM 분류 시스템
미국에서 주로 분류되는 방식으로 6등급으로 분류된다. 숫자가 클수록 고밀도이자 고점도이며, 넓은 의미에서는 전 등급 모두 해당되지만, 좁은 의미에서는 No.5, No.6만이 해당된다.

### JIS K 2205
일본이나 대한민국 등에서 주로 분류되는 방식으로 크게 A,B,C 등급으로 나뉜다.
- A중유는 경유 90%에 소량의 잔류유가 섞인 것이다. 주로 난방, 소형 내연 기관에 이용된다.
- B중유는 경유와 잔류유가 반 정도로 섞인 것이다. 국제적인 규격이 없으며 최근 B중유는 거의 생산되지 않는다.
- C중유는 잔류유가 90% 이상으로 가장 점도가 높다. 대한민국에서 지칭하는 벙커C유가 여기에 해당된다. 재강, 대형 보일러, 대형 내열 기관 등에 이용되고 있다.[2]

| 성상→ 구분↓   | 성상→ 구분↓   | 반응 | 인화점 °C | 동점도 (50 °C) cSt (mm2/s)            | 유동점 °C | 잔류탄소분 질량% | 수분 용량% | 회분 질량% | 유황분 질량% |             |
| ------------- | ------------- | ---- | --------- | ------------------------------------- | --------- | ---------------- | ---------- | ---------- | ------------ | ----------- |
| 1종 （A중유） | 1호           | 중성 | 60이상    | 20이하 （20이하）                     | 5이하     | 4이하            | 0.3이하    | 0.05이하   | 0.5이하      | （LSA중유） |
| 1종 （A중유） | 2호           | 중성 | 60이상    | 20이하 （20이하）                     | 5이하     | 4이하            | 0.3이하    | 0.05이하   | 2.0이하      | （HSA중유） |
| 2종 （B중유） | 2종 （B중유） | 중성 | 60이상    | 50이하 （50이하）                     | 10이하    | 8이하            | 0.4이하    | 0.05이하   | 3.0이하      |             |
| 3종 （C중유） | 1호           | 중성 | 70이상    | 250이하 （250이하）                   | -         | -                | 0.5이하    | 0.1이하    | 3.5이하      |             |
| 3종 （C중유） | 2호           | 중성 | 70이상    | 400이하 （400이하）                   | -         | -                | 0.6이하    | 0.1이하    | -            |             |
| 3종 （C중유） | 3호           | 중성 | 70이상    | 400초과 1000이하 （400초과 1000이하） | -         | -                | 2.0이하    | -          | -            |             |
| 1.            |               |      |           |                                       |           |                  |            |            |              |             |

## 표준 분류
1982년 영국에서 첫 표준이 만들어지고 최근에 제정된 표준은 2005년의 ISO 8217 규격이다. 선박용 중유의 분류는 ISO 8217에 따르면 아래와 같다.
| 선박용 증류유      | 선박용 증류유 | 선박용 증류유 | 선박용 증류유 | 선박용 증류유 | 선박용 증류유 | 선박용 증류유 |
| 기준               | 단위          | 한도          | DMX           | DMA           | DMB           | DMC           |
| ------------------ | ------------- | ------------- | ------------- | ------------- | ------------- | ------------- |
| 15 °C당 농도       | kg/m3         | 최대          | -             | 890.0         | 900.0         | 920.0         |
| 40 °C당 점도       | mm²/s         | 최대          | 5.5           | 6.0           | 11.0          | 14.0          |
| 40 °C당 점도       | mm²/s         | 최소          | 1.4           | 1.5           | -             | -             |
| 물                 | % V/V         | 최대          | -             | -             | 0.3           | 0.3           |
| 유황1              | % (m/m)       | 최대          | 1.0           | 1.5           | 2.0           | 2.0           |
| 알루미늄+규소2     | mg/kg         | 최대          | -             | -             | -             | 25            |
| 인화점3            | °C            | 최소          | 43            | 60            | 60            | 60            |
| 유동점, 여름       | °C            | 최대          | -             | 0             | 6             | 6             |
| 유동점, 겨울       | °C            | 최대          | -             | -6            | 0             | 0             |
| 구름점             | °C            | 최대          | -16           | -             | -             | -             |
| 산출된 세탄가 지수 |               | 최소          | 45            | 40            | 35            | -             |

1. 최대 황 함량은 지정된 지역에서 1.5%이다. (2010년 1월 7일 기준으로 1%가 최대이기 때문)
2. 알루미늄+실리콘 값은 촉매 분해 후 촉매의 유적을 확인하는 데 사용된다. 대부분의 촉매는 알루미늄 또는 실리콘을 포함하고 촉매의 유적은 엔진에 손상을 일으킬 수 있다.
3. 엔진에 사용되는 모든 연료의 인화점은 적어도 60 °C 이상이어야한다. (DMX는 비상 발전기 같은 것들에 사용되며 일반적으로 엔진에 사용되지 않는다.).

| 선박용 잔류유  | 선박용 잔류유 | 선박용 잔류유 | 선박용 잔류유 | 선박용 잔류유 | 선박용 잔류유 | 선박용 잔류유 | 선박용 잔류유 | 선박용 잔류유 | 선박용 잔류유 | 선박용 잔류유 | 선박용 잔류유 | 선박용 잔류유 |
| 기준           | 단위          | 한도          | RMA 30        | RMB 30        | RMD 80        | RME 180       | RMF 180       | RMG 380       | RMH 380       | RMK 380       | RMH 700       | RMK 700       |
| -------------- | ------------- | ------------- | ------------- | ------------- | ------------- | ------------- | ------------- | ------------- | ------------- | ------------- | ------------- | ------------- |
| 15 °C당 농도   | kg/m3         | 최대          | 960.0         | 975.0         | 980.0         | 991.0         | 991.0         | 991.0         | 991.0         | 1010.0        | 991.0         | 1010.0        |
| 50 °C당 점도   | mm²/s         | 최대          | 30.0          | 30.0          | 80.0          | 180.0         | 180.0         | 380.0         | 380.0         | 380.0         | 700.0         | 700.0         |
| 물             | % V/V         | 최대          | 0.5           | 0.5           | 0.5           | 0.5           | 0.5           | 0.5           | 0.5           | 0.5           | 0.5           | 0.5           |
| 유황1          | % (m/m)       | 최대          | 3.5           | 3.5           | 4.0           | 4.5           | 4.5           | 4.5           | 4.5           | 4.5           | 4.5           | 4.5           |
| 알루미늄+규소2 | mg/kg         | 최대          | 80            | 80            | 80            | 80            | 80            | 80            | 80            | 80            | 80            | 80            |
| 인화점3        | °C            | 최소          | 60            | 60            | 60            | 60            | 60            | 60            | 60            | 60            | 60            | 60            |
| 유동점, 여름   | °C            | 최대          | 6             | 24            | 30            | 30            | 30            | 30            | 30            | 30            | 30            | 30            |
| 유동점, 겨울   | °C            | 최대          | 0             | 24            | 30            | 30            | 30            | 30            | 30            | 30            | 30            | 30            |

1. 최대 황 함량은 지정된 지역에서 1.5%이다. (2010년 1월 7일 기준으로 1%가 최대이기 때문)
2. 알루미늄+실리콘 값은 촉매 분해 후 촉매의 유적을 확인하는 데 사용된다. 대부분의 촉매는 알루미늄 또는 실리콘을 포함하고 촉매의 유적은 엔진에 손상을 일으킬 수 있다.
3. 엔진에 사용되는 모든 연료의 인화점은 적어도 60 °C 이상이어야한다. (LPG와 LNG등 기체 연료의 경우 특수한 경우로 따로 적용된다.)